# Myrmechis aurea
Myrmechis aurea är en orkidéart som först beskrevs av Johannes Jacobus Smith, och fick sitt nu gällande namn av André Schuiteman. Myrmechis aurea ingår i släktet Myrmechis och familjen orkidéer. Inga underarter finns listade i Catalogue of Life.